# Alphonse de Neuville

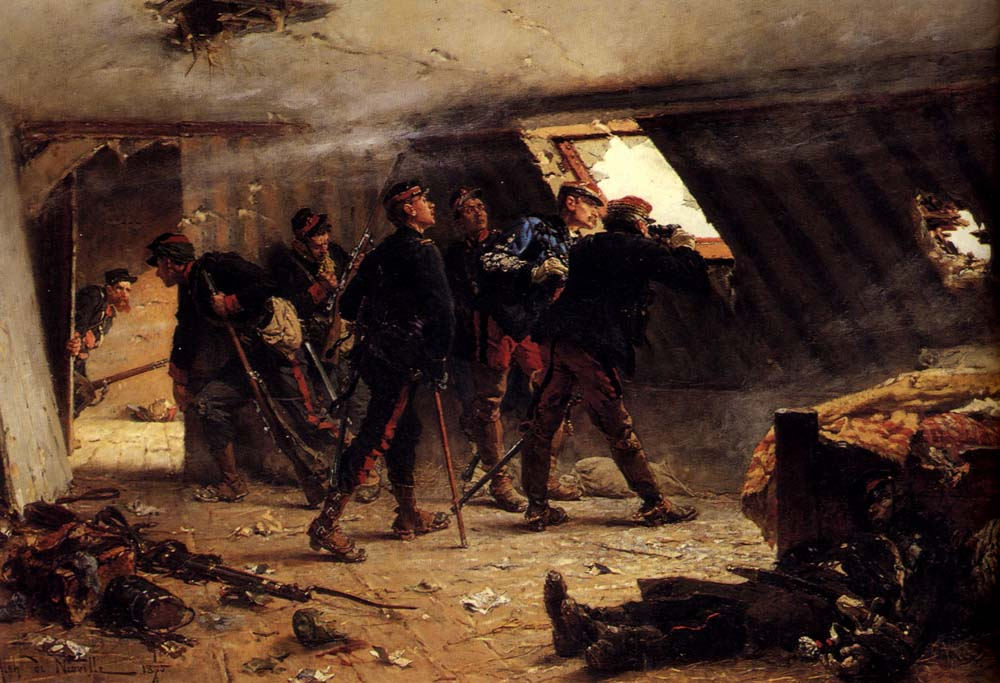
Epizod wojny francusko-pruskiej, 1875

Alphonse-Marie-Adolphe de Neuville (ur. 31 maja 1835 w Saint-Omer, zm. 18 maja 1885 w Paryżu) – francuski malarz akademicki i ilustrator.

## Życiorys
Jego nauczycielami byli Eugène Delacroix i François-Édouard Picot. Specjalizował się tematyce batalistycznej, jego dramatyczne i patriotyczne obrazy realistycznie ilustrowały epizody wojny krymskiej (1853–1856) i francusko-pruskiej (1870–1871). Współpracował z Édouardem Detaille przy tworzeniu panoram bitew pod Rezonville i Champigny-sur-Marne.
Ilustrował także książki, m.in. powieści Juliusza Verne'a (był współautorem ilustracji do takich jego powieści, jak W osiemdziesiąt dni dookoła świata, Dwadzieścia tysięcy mil podmorskiej żeglugi, Wokół Księżyca).

## Wybrane prace
- Ostatnie naboje,
- Cmentarz w ST-Privat,
- Bitwa pod Forbach.